# Vuelta a España 2019
Vuelta a España 2019 var den 74. udgave af Vuelta a España. Det blev arrangeret i perioden 24. august til 15. september 2019. Løbet startede i Torrevieja. 22 hold var til start med 8 ryttere på hver hold. Startlisten talte fire danskere i form af Jakob Fuglsang, Niklas Eg, Casper Pedersen samt Jesper Hansen.
Sloveneren Primož Roglič vandt samlet i det som var Sloveniens første samlede sejr i en Grand Tour.  Han vandt foran Alejandro Valverde (løbets ældste) og sin landsmand Tadej Pogačar (løbets yngste) som også vandt tre etaper og tog ungdomstrøjen. Danske Jakob Fuglsang vandt i løbet sin første etapesejr i en Grand Tour.

## Hold og ryttere
| UCI WorldTeams (18)- AG2R La Mondiale - Astana - Bahrain-Merida - Bora-hansgrohe - CCC Team - Dimension Data - EF Education First - Groupama-FDJ - Team Jumbo-Visma - Lotto Soudal - Mitchelton-Scott - Movistar Team - Deceuninck-Quick Step - Katusha-Alpecin - Ineos - Team Sunweb - Trek-Segafredo - UAE Team Emirates UCI Professionelle kontinentalthold (4)- Burgos-BH - Caja Rural-Seguros RGA - Cofidis, Solutions Crédits - Euskadi Basque Country-Murias |
| |

| Nationer                                                                      | Antal ryttere |
| ----------------------------------------------------------------------------- | ------------- |
| Spanien                                                                       | 36            |
| Frankrig                                                                      | 17            |
| Italien                                                                       | 13            |
| Belgien, Colombia                                                             | 11            |
| Holland, USA                                                                  | 9             |
| Australien                                                                    | 7             |
| Tyskland                                                                      | 6             |
| New Zealand, Polen, Portugal, Slovenien, Storbritannien                       | 5             |
| Danmark, Sydafrika                                                            | 4             |
| Norge, Rusland, Schweiz, Østrig                                               | 3             |
| Irland, Luxembourg                                                            | 2             |
| Argentina, Eritrea, Etiopien, Hviderusland, Japan, Sverige, Tjekkiet, Ukraine | 1             |

## Etaperne
| Etape     | Dato      | Start – Mål                                       | type              | Afstand (km) | Etapevinder        | Førende rytter     |
| --------- | --------- | ------------------------------------------------- | ----------------- | ------------ | ------------------ | ------------------ |
| 1. etape  | 24. aug.  | Torrevieja – Torrevieja                           | holdtidskørsel    | 13,4         | Astana             | Miguel Ángel López |
| 2. etape  | 25. aug.  | Benidorm – Calpe                                  | middel bjergetape | 199,6        | Nairo Quintana     | Nicolas Roche      |
| 3. etape  | 26. aug.  | Ibi – Alicante                                    | flad etape        | 188          | Sam Bennett        | Nicolas Roche      |
| 4. etape  | 27. aug.  | Cullera – El Puig de Santa Maria                  | flad etape        | 175,5        | Fabio Jakobsen     | Nicolas Roche      |
| 5. etape  | 28. aug.  | L'Eliana – Observatorio Astrofísico de Javalambre | middel bjergetape | 170,7        | Ángel Madrazo      | Miguel Ángel López |
| 6. etape  | 29. aug.  | Mora de Rubielos – Ares del Maestrat              | middel bjergetape | 198,9        | Jesús Herrada      | Dylan Teuns        |
| 7. etape  | 30. aug.  | Onda – Lucena del Cid                             | bjergetape        | 183,2        | Alejandro Valverde | Miguel Ángel López |
| 8. etape  | 31. aug.  | Valls – Igualada                                  | middel bjergetape | 166,9        | Nikias Arndt       | Nicolas Edet       |
| 9. etape  | 1. sep.   | Andorra la Vella – Els Cortals d'Encamp           | bjergetape        | 94,4         | Tadej Pogačar      | Nairo Quintana     |
|           | 2. sept.  | Hviledag i Andorra                                | Hviledag          |              |                    |                    |
| 10. etape | 3. sep.   | Jurançon – Pau                                    | enkeltstart       | 36,2         | Primož Roglič      | Primož Roglič      |
| 11. etape | 4. sep.   | Saint-Palais – Urdazubi/Urdax                     | middel bjergetape | 180          | Mikel Iturria      | Primož Roglič      |
| 12. etape | 5. sep.   | Los Arcos – Bilbao                                | middel bjergetape | 171,4        | Philippe Gilbert   | Primož Roglič      |
| 13. etape | 6. sep.   | Bilbao – Los Machucos                             | bjergetape        | 166,4        | Tadej Pogačar      | Primož Roglič      |
| 14. etape | 7. sep.   | San Vicente de la Barquera – Oviedo               | flad etape        | 188          | Sam Bennett        | Primož Roglič      |
| 15. etape | 8. sep.   | Tineo – Santuario de Nuestra Señora del Acebo     | bjergetape        | 154,4        | Sepp Kuss          | Primož Roglič      |
| 16. etape | 9. sep.   | Pravia – Puertu de la Cubieḷḷa                    | bjergetape        | 144,4        | Jakob Fuglsang     | Primož Roglič      |
|           | 10. sept. | Hviledag i León                                   | Hviledag          |              |                    |                    |
| 17. etape | 11. sep.  | Aranda de Duero – Guadalajara                     | flad etape        | 219,6        | Philippe Gilbert   | Primož Roglič      |
| 18. etape | 12. sep.  | Colmenar Viejo – Becerril de la Sierra            | bjergetape        | 177,5        | Sergio Higuita     | Primož Roglič      |
| 19. etape | 13. sep.  | Ávila – Toledo                                    | flad etape        | 165,2        | Rémi Cavagna       | Primož Roglič      |
| 20. etape | 14. sep.  | Arenas de San Pedro – Plataforma de Gredos        | bjergetape        | 190,4        | Tadej Pogačar      | Primož Roglič      |
| 21. etape | 15. sep.  | Fuenlabrada – Madrid                              | flad etape        | 106,6        | Fabio Jakobsen     | Primož Roglič      |

## Resultater
| \| Samlede stilling \| Samlede stilling \| Samlede stilling \| Samlede stilling \| Samlede stilling \| \| Rytter \| Rytter \| Hold \| Tid \| \| \| ---------------- \| ------------------- \| -------------------------- \| ---------------- \| ---------------- \| \| 1. \| Primož Roglič \| Team Jumbo-Visma \| 83t 07' 31" \| \| \| 2. \| Alejandro Valverde \| Movistar Team \| + 2' 16" \| \| \| 3. \| Tadej Pogačar \| UAE Team Emirates \| + 2' 38" \| \| \| 4. \| Nairo Quintana \| Movistar Team \| + 3' 29" \| \| \| 5. \| Miguel Ángel López \| Astana \| + 4' 31" \| \| \| 6. \| Rafał Majka \| Bora-Hansgrohe \| + 7' 16" \| \| \| 7. \| Wilco Kelderman \| Team Sunweb \| + 9' 47" \| \| \| 8. \| Carl Fredrik Hagen \| Lotto-Soudal \| + 12' 54" \| \| \| 9. \| Marc Soler \| Movistar Team \| + 22' 10" \| \| \| 10. \| Mikel Nieve \| Mitchelton-Scott \| + 22' 17" \| \| \| 11. \| James Knox \| Deceuninck-Quick Step \| + 22' 52" \| \| \| 12. \| Dylan Teuns \| Bahrain-Merida \| + 23' 49" \| \| \| 13. \| Jakob Fuglsang \| Astana \| + 26' 32" \| \| \| 14. \| Sergio Higuita \| EF Education First \| + 32' 17" \| \| \| 15. \| Hermann Pernsteiner \| Bahrain-Merida \| + 33' 23" \| \| \| 16. \| Jon Izagirre \| Astana \| + 42' 00" \| \| \| 17. \| Ruben Guerreiro \| Katusha-Alpecin \| + 42' 05" \| \| \| 18. \| Nicolas Edet \| Cofidis, Solutions Crédits \| + 46' 07" \| \| \| 19. \| Esteban Chaves \| Mitchelton-Scott \| + 52' 46" \| \| \| 20. \| Tao Geoghegan Hart \| Team Ineos \| + 1t 04' 04" \| \| |                     |                            |              |
| |                     |                            |              |
| Kilde: ProCyclingStats |                     |                            |              |
| Samlede stilling |                     |                            |              |
| Rytter | Rytter              | Hold                       | Tid          |
| 1. | Primož Roglič       | Team Jumbo-Visma           | 83t 07' 31"  |
| 2. | Alejandro Valverde  | Movistar Team              | + 2' 16"     |
| 3. | Tadej Pogačar       | UAE Team Emirates          | + 2' 38"     |
| 4. | Nairo Quintana      | Movistar Team              | + 3' 29"     |
| 5. | Miguel Ángel López  | Astana                     | + 4' 31"     |
| 6. | Rafał Majka         | Bora-Hansgrohe             | + 7' 16"     |
| 7. | Wilco Kelderman     | Team Sunweb                | + 9' 47"     |
| 8. | Carl Fredrik Hagen  | Lotto-Soudal               | + 12' 54"    |
| 9. | Marc Soler          | Movistar Team              | + 22' 10"    |
| 10. | Mikel Nieve         | Mitchelton-Scott           | + 22' 17"    |
| 11. | James Knox          | Deceuninck-Quick Step      | + 22' 52"    |
| 12. | Dylan Teuns         | Bahrain-Merida             | + 23' 49"    |
| 13. | Jakob Fuglsang      | Astana                     | + 26' 32"    |
| 14. | Sergio Higuita      | EF Education First         | + 32' 17"    |
| 15. | Hermann Pernsteiner | Bahrain-Merida             | + 33' 23"    |
| 16. | Jon Izagirre        | Astana                     | + 42' 00"    |
| 17. | Ruben Guerreiro     | Katusha-Alpecin            | + 42' 05"    |
| 18. | Nicolas Edet        | Cofidis, Solutions Crédits | + 46' 07"    |
| 19. | Esteban Chaves      | Mitchelton-Scott           | + 52' 46"    |
| 20. | Tao Geoghegan Hart  | Team Ineos                 | + 1t 04' 04" |

| Samlede stilling | Samlede stilling    | Samlede stilling           | Samlede stilling | Samlede stilling |
| Rytter           | Rytter              | Hold                       | Tid              |                  |
| ---------------- | ------------------- | -------------------------- | ---------------- | ---------------- |
| 1.               | Primož Roglič       | Team Jumbo-Visma           | 83t 07' 31"      |                  |
| 2.               | Alejandro Valverde  | Movistar Team              | + 2' 16"         |                  |
| 3.               | Tadej Pogačar       | UAE Team Emirates          | + 2' 38"         |                  |
| 4.               | Nairo Quintana      | Movistar Team              | + 3' 29"         |                  |
| 5.               | Miguel Ángel López  | Astana                     | + 4' 31"         |                  |
| 6.               | Rafał Majka         | Bora-Hansgrohe             | + 7' 16"         |                  |
| 7.               | Wilco Kelderman     | Team Sunweb                | + 9' 47"         |                  |
| 8.               | Carl Fredrik Hagen  | Lotto-Soudal               | + 12' 54"        |                  |
| 9.               | Marc Soler          | Movistar Team              | + 22' 10"        |                  |
| 10.              | Mikel Nieve         | Mitchelton-Scott           | + 22' 17"        |                  |
| 11.              | James Knox          | Deceuninck-Quick Step      | + 22' 52"        |                  |
| 12.              | Dylan Teuns         | Bahrain-Merida             | + 23' 49"        |                  |
| 13.              | Jakob Fuglsang      | Astana                     | + 26' 32"        |                  |
| 14.              | Sergio Higuita      | EF Education First         | + 32' 17"        |                  |
| 15.              | Hermann Pernsteiner | Bahrain-Merida             | + 33' 23"        |                  |
| 16.              | Jon Izagirre        | Astana                     | + 42' 00"        |                  |
| 17.              | Ruben Guerreiro     | Katusha-Alpecin            | + 42' 05"        |                  |
| 18.              | Nicolas Edet        | Cofidis, Solutions Crédits | + 46' 07"        |                  |
| 19.              | Esteban Chaves      | Mitchelton-Scott           | + 52' 46"        |                  |
| 20.              | Tao Geoghegan Hart  | Team Ineos                 | + 1t 04' 04"     |                  |

| Pointkonkurrence | Pointkonkurrence   | Pointkonkurrence      | Pointkonkurrence | Pointkonkurrence |
| Rytter           | Rytter             | Hold                  | Point            |                  |
| ---------------- | ------------------ | --------------------- | ---------------- | ---------------- |
| 1.               | Primož Roglič      | Team Jumbo-Visma      | 155 point        |                  |
| 2.               | Tadej Pogačar      | UAE Team Emirates     | 136 point        |                  |
| 3.               | Sam Bennett        | Bora-Hansgrohe        | 134 point        |                  |
| 4.               | Alejandro Valverde | Movistar Team         | 132 point        |                  |
| 5.               | Nairo Quintana     | Movistar Team         | 100 point        |                  |
| 6.               | Miguel Ángel López | Astana                | 76 point         |                  |
| 7.               | Philippe Gilbert   | Deceuninck-Quick Step | 73 point         |                  |
| 8.               | Dylan Teuns        | Bahrain-Merida        | 69 point         |                  |
| 9.               | Tosh Van der Sande | Lotto-Soudal          | 63 point         |                  |
| 10.              | Sergio Higuita     | EF Education First    | 62 point         |                  |

| Pointkonkurrence | Pointkonkurrence   | Pointkonkurrence      | Pointkonkurrence | Pointkonkurrence |
| Rytter           | Rytter             | Hold                  | Point            |                  |
| ---------------- | ------------------ | --------------------- | ---------------- | ---------------- |
| 1.               | Primož Roglič      | Team Jumbo-Visma      | 155 point        |                  |
| 2.               | Tadej Pogačar      | UAE Team Emirates     | 136 point        |                  |
| 3.               | Sam Bennett        | Bora-Hansgrohe        | 134 point        |                  |
| 4.               | Alejandro Valverde | Movistar Team         | 132 point        |                  |
| 5.               | Nairo Quintana     | Movistar Team         | 100 point        |                  |
| 6.               | Miguel Ángel López | Astana                | 76 point         |                  |
| 7.               | Philippe Gilbert   | Deceuninck-Quick Step | 73 point         |                  |
| 8.               | Dylan Teuns        | Bahrain-Merida        | 69 point         |                  |
| 9.               | Tosh Van der Sande | Lotto-Soudal          | 63 point         |                  |
| 10.              | Sergio Higuita     | EF Education First    | 62 point         |                  |

| Bjergkonkurrence | Bjergkonkurrence   | Bjergkonkurrence              | Bjergkonkurrence | Bjergkonkurrence |
| Rytter           | Rytter             | Hold                          | Point            |                  |
| ---------------- | ------------------ | ----------------------------- | ---------------- | ---------------- |
| 1.               | Geoffrey Bouchard  | AG2R La Mondiale              | 76 point         |                  |
| 2.               | Ángel Madrazo      | Burgos-BH                     | 44 point         |                  |
| 3.               | Sergio Samitier    | Euskadi Basque Country-Murias | 42 point         |                  |
| 4.               | Tadej Pogačar      | UAE Team Emirates             | 38 point         |                  |
| 5.               | Tao Geoghegan Hart | Team Ineos                    | 35 point         |                  |
| 6.               | Wout Poels         | Team Ineos                    | 31 point         |                  |
| 7.               | Alejandro Valverde | Movistar Team                 | 29 point         |                  |
| 8.               | Sergio Henao       | UAE Team Emirates             | 27 point         |                  |
| 9.               | Jakob Fuglsang     | Astana                        | 24 point         |                  |
| 10.              | Mikel Bizkarra     | Euskadi Basque Country-Murias | 22 point         |                  |

| Bjergkonkurrence | Bjergkonkurrence   | Bjergkonkurrence              | Bjergkonkurrence | Bjergkonkurrence |
| Rytter           | Rytter             | Hold                          | Point            |                  |
| ---------------- | ------------------ | ----------------------------- | ---------------- | ---------------- |
| 1.               | Geoffrey Bouchard  | AG2R La Mondiale              | 76 point         |                  |
| 2.               | Ángel Madrazo      | Burgos-BH                     | 44 point         |                  |
| 3.               | Sergio Samitier    | Euskadi Basque Country-Murias | 42 point         |                  |
| 4.               | Tadej Pogačar      | UAE Team Emirates             | 38 point         |                  |
| 5.               | Tao Geoghegan Hart | Team Ineos                    | 35 point         |                  |
| 6.               | Wout Poels         | Team Ineos                    | 31 point         |                  |
| 7.               | Alejandro Valverde | Movistar Team                 | 29 point         |                  |
| 8.               | Sergio Henao       | UAE Team Emirates             | 27 point         |                  |
| 9.               | Jakob Fuglsang     | Astana                        | 24 point         |                  |
| 10.              | Mikel Bizkarra     | Euskadi Basque Country-Murias | 22 point         |                  |

| Ungdomskonkurrence | Ungdomskonkurrence | Ungdomskonkurrence            | Ungdomskonkurrence | Ungdomskonkurrence |
| Rytter             | Rytter             | Hold                          | Tid                |                    |
| ------------------ | ------------------ | ----------------------------- | ------------------ | ------------------ |
| 1.                 | Tadej Pogačar      | UAE Team Emirates             | 83t 10' 09"        |                    |
| 2.                 | Miguel Ángel López | Astana                        | + 1' 53"           |                    |
| 3.                 | James Knox         | Deceuninck-Quick Step         | + 20' 14"          |                    |
| 4.                 | Sergio Higuita     | EF Education First            | + 29' 39"          |                    |
| 5.                 | Ruben Guerreiro    | Katusha-Alpecin               | + 39' 27"          |                    |
| 6.                 | Tao Geoghegan Hart | Team Ineos                    | + 1t 01' 26"       |                    |
| 7.                 | Kilian Frankiny    | Groupama-FDJ                  | + 1t 09' 04"       |                    |
| 8.                 | Óscar Rodríguez    | Euskadi Basque Country-Murias | + 1t 10' 36"       |                    |
| 9.                 | Ben O'Connor       | Dimension Data                | + 1t 23' 15"       |                    |
| 10.                | Sepp Kuss          | Team Jumbo-Visma              | + 1t 32' 55"       |                    |

| Ungdomskonkurrence | Ungdomskonkurrence | Ungdomskonkurrence            | Ungdomskonkurrence | Ungdomskonkurrence |
| Rytter             | Rytter             | Hold                          | Tid                |                    |
| ------------------ | ------------------ | ----------------------------- | ------------------ | ------------------ |
| 1.                 | Tadej Pogačar      | UAE Team Emirates             | 83t 10' 09"        |                    |
| 2.                 | Miguel Ángel López | Astana                        | + 1' 53"           |                    |
| 3.                 | James Knox         | Deceuninck-Quick Step         | + 20' 14"          |                    |
| 4.                 | Sergio Higuita     | EF Education First            | + 29' 39"          |                    |
| 5.                 | Ruben Guerreiro    | Katusha-Alpecin               | + 39' 27"          |                    |
| 6.                 | Tao Geoghegan Hart | Team Ineos                    | + 1t 01' 26"       |                    |
| 7.                 | Kilian Frankiny    | Groupama-FDJ                  | + 1t 09' 04"       |                    |
| 8.                 | Óscar Rodríguez    | Euskadi Basque Country-Murias | + 1t 10' 36"       |                    |
| 9.                 | Ben O'Connor       | Dimension Data                | + 1t 23' 15"       |                    |
| 10.                | Sepp Kuss          | Team Jumbo-Visma              | + 1t 32' 55"       |                    |

### Holdkonkurrencen
| Holdkonkurrence | Holdkonkurrence               | Holdkonkurrence | Holdkonkurrence |
| Hold            | Hold                          | Tid             |                 |
| --------------- | ----------------------------- | --------------- | --------------- |
| 1.              | Movistar Team                 | 248t 26' 24"    |                 |
| 2.              | Astana                        | + 51' 38"       |                 |
| 3.              | Team Jumbo-Visma              | + 2t 04' 33"    |                 |
| 4.              | Mitchelton-Scott              | + 2t 26' 47"    |                 |
| 5.              | AG2R La Mondiale              | + 3t 14' 43"    |                 |
| 6.              | Team Sunweb                   | + 3t 20' 18"    |                 |
| 7.              | Euskadi Basque Country-Murias | + 3t 39' 09"    |                 |
| 8.              | Bahrain-Merida                | + 3t 45' 14"    |                 |
| 9.              | Dimension Data                | + 3t 56' 09"    |                 |
| 10.             | Ineos                         | + 4t 01' 02"    |                 |

## Startliste
| Movistar Team MOV | Movistar Team MOV        | Movistar Team MOV |
| ----------------- | ------------------------ | ----------------- |
| Nr.               | Rytter                   | Placering         |
| 1                 | Alejandro Valverde (ESP) | 2.                |
| 2                 | Jorge Arcas (ESP)        | 93.               |
| 3                 | José Joaquín Rojas (ESP) | 30.               |
| 4                 | Imanol Erviti (ESP)      | 64.               |
| 5                 | Nelson Oliveira (POR)    | 46.               |
| 6                 | Antonio Pedrero (ESP)    | 43.               |
| 7                 | Nairo Quintana (COL)     | 4.                |
| 8                 | Marc Soler (ESP)         | 9.                |

| AG2R La Mondiale ALM | AG2R La Mondiale ALM    | AG2R La Mondiale ALM |
| -------------------- | ----------------------- | -------------------- |
| Nr.                  | Rytter                  | Placering            |
| 11                   | Pierre Latour (FRA)     | 35.                  |
| 12                   | François Bidard (FRA)   | 24.                  |
| 13                   | Geoffrey Bouchard (FRA) | 47.                  |
| 14                   | Clément Chevrier (FRA)  | 59.                  |
| 15                   | Silvan Dillier (SUI)    | 72.                  |
| 16                   | Dorian Godon (FRA)      | 77.                  |
| 17                   | Quentin Jauregui (FRA)  | 81.                  |
| 18                   | Clément Venturini (FRA) | 90.                  |

| Astana AST | Astana AST               | Astana AST |
| ---------- | ------------------------ | ---------- |
| Nr.        | Rytter                   | Placering  |
| 21         | Miguel Ángel López (COL) | 5.         |
| 22         | Manuele Boaro (ITA)      | 128.       |
| 23         | Dario Cataldo (ITA)      | 68.        |
| 24         | Omar Fraile (ESP)        | 79.        |
| 25         | Jakob Fuglsang (DEN)     | 13.        |
| 26         | Gorka Izagirre (ESP)     | 53.        |
| 27         | Jon Izagirre (ESP)       | 16.        |
| 28         | Luis León Sánchez (ESP)  | 23.        |

| Bahrain-Merida TBM | Bahrain-Merida TBM        | Bahrain-Merida TBM |
| ------------------ | ------------------------- | ------------------ |
| Nr.                | Rytter                    | Placering          |
| 31                 | Mark Padun (UKR)          | 84.                |
| 32                 | Yukiya Arashiro (JPN)     | 110.               |
| 33                 | Phil Bauhaus (GER)        | DNF-9              |
| 34                 | Heinrich Haussler (AUS)   | 132.               |
| 35                 | Domen Novak (SLO)         | 123.               |
| 36                 | Hermann Pernsteiner (AUT) | 15.                |
| 37                 | Luka Pibernik (SLO)       | 109.               |
| 38                 | Dylan Teuns (BEL)         | 12.                |

| Bora-Hansgrohe BOH | Bora-Hansgrohe BOH        | Bora-Hansgrohe BOH |
| ------------------ | ------------------------- | ------------------ |
| Nr.                | Rytter                    | Placering          |
| 41                 | Rafał Majka (POL)         | 6.                 |
| 42                 | Shane Archbold (NZL)      | 151.               |
| 43                 | Sam Bennett (IRL)         | 134.               |
| 44                 | Jempy Drucker (LUX)       | DNS-20             |
| 45                 | Davide Formolo (ITA)      | DNS-7              |
| 46                 | Felix Großschartner (AUT) | 36.                |
| 47                 | Gregor Mühlberger (AUT)   | DNF-5              |
| 48                 | Paweł Poljański (POL)     | 57.                |

| CCC Team CCC | CCC Team CCC               | CCC Team CCC |
| ------------ | -------------------------- | ------------ |
| Nr.          | Rytter                     | Placering    |
| 51           | Víctor de la Parte (ESP)   | DNF-6        |
| 52           | Will Barta (USA)           | 131.         |
| 53           | Paweł Bernas (POL)         | 149.         |
| 54           | Patrick Bevin (NZL)        | DNS-15       |
| 55           | Jonas Koch (GER)           | 60.          |
| 56           | Szymon Sajnok (POL)        | 142.         |
| 57           | Nathan Van Hooydonck (BEL) | 114.         |
| 58           | Francisco Ventoso (ESP)    | 97.          |

| Deceuninck-Quick Step DQT | Deceuninck-Quick Step DQT | Deceuninck-Quick Step DQT |
| ------------------------- | ------------------------- | ------------------------- |
| Nr.                       | Rytter                    | Placering                 |
| 61                        | Philippe Gilbert (BEL)    | 32.                       |
| 62                        | Eros Capecchi (ITA)       | 121.                      |
| 63                        | Rémi Cavagna (FRA)        | 52.                       |
| 64                        | Tim Declercq (BEL)        | 78.                       |
| 65                        | Fabio Jakobsen (NED)      | 145.                      |
| 66                        | James Knox (GBR)          | 11.                       |
| 67                        | Maximiliano Richeze (ARG) | 148.                      |
| 68                        | Zdeněk Štybar (CZE)       | 55.                       |

| EF Education First EF1 | EF Education First EF1   | EF Education First EF1 |
| ---------------------- | ------------------------ | ---------------------- |
| Nr.                    | Rytter                   | Placering              |
| 71                     | Rigoberto Urán (COL)     | DNF-6                  |
| 72                     | Hugh Carthy (GBR)        | DNF-6                  |
| 73                     | Lawson Craddock (USA)    | 58.                    |
| 74                     | Mitchell Docker (AUS)    | 122.                   |
| 75                     | Sergio Higuita (COL)     | 14.                    |
| 76                     | Daniel Martínez (COL)    | 41.                    |
| 77                     | Logan Owen (USA)         | 126.                   |
| 78                     | Tejay van Garderen (USA) | DNF-7                  |

| Groupama-FDJ GFC | Groupama-FDJ GFC        | Groupama-FDJ GFC |
| ---------------- | ----------------------- | ---------------- |
| Nr.              | Rytter                  | Placering        |
| 81               | Marc Sarreau (FRA)      | 139.             |
| 82               | Bruno Armirail (FRA)    | 91.              |
| 83               | Mickaël Delage (FRA)    | DNF-3            |
| 84               | Kilian Frankiny (SUI)   | 21.              |
| 85               | Tobias Ludvigsson (SWE) | 44.              |
| 86               | Steve Morabito (SUI)    | 67.              |
| 87               | Romain Seigle (FRA)     | 80.              |
| 88               | Benjamin Thomas (FRA)   | DNS-12           |

| Lotto-Soudal LTS | Lotto-Soudal LTS         | Lotto-Soudal LTS |
| ---------------- | ------------------------ | ---------------- |
| Nr.              | Rytter                   | Placering        |
| 91               | Thomas De Gendt (BEL)    | 56.              |
| 92               | Sander Armée (BEL)       | 73.              |
| 93               | Carl Fredrik Hagen (NOR) | 8.               |
| 94               | Tomasz Marczyński (POL)  | 74.              |
| 95               | Tosh Van der Sande (BEL) | 65.              |
| 96               | Brian van Goethem (NED)  | DNF-15           |
| 97               | Harm Vanhoucke (BEL)     | 115.             |
| 98               | Jelle Wallays (BEL)      | 144.             |

| Mitchelton-Scott MTS | Mitchelton-Scott MTS | Mitchelton-Scott MTS |
| -------------------- | -------------------- | -------------------- |
| Nr.                  | Rytter               | Placering            |
| 101                  | Esteban Chaves (COL) | 19.                  |
| 102                  | Sam Bewley (NZL)     | 100.                 |
| 103                  | Tsgabu Grmay (ETH)   | 62.                  |
| 104                  | Damien Howson (AUS)  | 49.                  |
| 105                  | Luka Mezgec (SLO)    | DNF-14               |
| 106                  | Mikel Nieve (ESP)    | 10.                  |
| 107                  | Nick Schultz (AUS)   | 63.                  |
| 108                  | Dion Smith (NZL)     | 83.                  |

| Dimension Data TDD | Dimension Data TDD            | Dimension Data TDD |
| ------------------ | ----------------------------- | ------------------ |
| Nr.                | Rytter                        | Placering          |
| 111                | Louis Meintjes (RSA)          | 51.                |
| 112                | Nicholas Dlamini (RSA)        | 107.               |
| 113                | Amanuel Ghebreigzabhier (ERI) | DNF-18             |
| 114                | Edvald Boasson Hagen (NOR)    | 96.                |
| 115                | Ben King (USA)                | 38.                |
| 116                | Ben O'Connor (AUS)            | 25.                |
| 117                | Rasmus Tiller (NOR)           | 130.               |
| 118                | Jacobus Venter (RSA)          | 129.               |

| Team Ineos INS | Team Ineos INS           | Team Ineos INS |
| -------------- | ------------------------ | -------------- |
| Nr.            | Rytter                   | Placering      |
| 121            | Wout Poels (NED)         | 34.            |
| 122            | David de la Cruz (ESP)   | 66.            |
| 123            | Owain Doull (GBR)        | 70.            |
| 124            | Tao Geoghegan Hart (GBR) | 20.            |
| 125            | Sebastián Henao (COL)    | 39.            |
| 126            | Vasil Kiryjenka (BLR)    | DNF-18         |
| 127            | Salvatore Puccio (ITA)   | 89.            |
| 128            | Ian Stannard (GBR)       | 106.           |

| Team Jumbo-Visma TJV | Team Jumbo-Visma TJV    | Team Jumbo-Visma TJV |
| -------------------- | ----------------------- | -------------------- |
| Nr.                  | Rytter                  | Placering            |
| 131                  | Primož Roglič (SLO)     | 1.                   |
| 132                  | George Bennett (NZL)    | 33.                  |
| 133                  | Robert Gesink (NED)     | 27.                  |
| 134                  | Lennard Hofstede (NED)  | 152.                 |
| 135                  | Steven Kruijswijk (NED) | DNF-4                |
| 136                  | Sepp Kuss (USA)         | 29.                  |
| 137                  | Tony Martin (GER)       | DNF-19               |
| 138                  | Neilson Powless (USA)   | 31.                  |

| Katusha-Alpecin TKA | Katusha-Alpecin TKA        | Katusha-Alpecin TKA |
| ------------------- | -------------------------- | ------------------- |
| Nr.                 | Rytter                     | Placering           |
| 141                 | Daniel Navarro (ESP)       | 40.                 |
| 142                 | Enrico Battaglin (ITA)     | 113.                |
| 143                 | Steff Cras (BEL)           | 76.                 |
| 144                 | Matteo Fabbro (ITA)        | 54.                 |
| 145                 | Ruben Guerreiro (POR)      | 17.                 |
| 146                 | Pavel Kotjetkov (RUS)      | 98.                 |
| 147                 | Vjatjeslav Kuznetsov (RUS) | 138.                |
| 148                 | Willie Smit (RSA)          | 118.                |

| Team Sunweb SUN | Team Sunweb SUN       | Team Sunweb SUN |
| --------------- | --------------------- | --------------- |
| Nr.             | Rytter                | Placering       |
| 151             | Wilco Kelderman (NED) | 7.              |
| 152             | Nikias Arndt (GER)    | 69.             |
| 153             | Casper Pedersen (DEN) | 103.            |
| 154             | Robert Power (AUS)    | 92.             |
| 155             | Nicolas Roche (IRL)   | DNF-6           |
| 156             | Michael Storer (AUS)  | 99.             |
| 157             | Martijn Tusveld (NED) | 26.             |
| 158             | Max Walscheid (GER)   | 137.            |

| Trek-Segafredo TFS | Trek-Segafredo TFS       | Trek-Segafredo TFS |
| ------------------ | ------------------------ | ------------------ |
| Nr.                | Rytter                   | Placering          |
| 161                | Gianluca Brambilla (ITA) | 42.                |
| 162                | John Degenkolb (GER)     | 124.               |
| 163                | Niklas Eg (DEN)          | 37.                |
| 164                | Alex Kirsch (LUX)        | 125.               |
| 165                | Jacopo Mosca (ITA)       | 85.                |
| 166                | Kiel Reijnen (USA)       | 141.               |
| 167                | Peter Stetina (USA)      | 28.                |
| 168                | Edward Theuns (BEL)      | 133.               |

| UAE Team Emirates UAD | UAE Team Emirates UAD  | UAE Team Emirates UAD |
| --------------------- | ---------------------- | --------------------- |
| Nr.                   | Rytter                 | Placering             |
| 171                   | Fabio Aru (ITA)        | DNS-13                |
| 172                   | Valerio Conti (ITA)    | 71.                   |
| 173                   | Fernando Gaviria (COL) | 147.                  |
| 174                   | Sergio Henao (COL)     | 45.                   |
| 175                   | Marco Marcato (ITA)    | DNF-19                |
| 176                   | Sebastián Molano (COL) | 143.                  |
| 177                   | Tadej Pogačar (SLO)    | 3.                    |
| 178                   | Oliviero Troia (ITA)   | 150.                  |

| Burgos-BH BBH | Burgos-BH BBH        | Burgos-BH BBH |
| ------------- | -------------------- | ------------- |
| Nr.           | Rytter               | Placering     |
| 181           | Ángel Madrazo (ESP)  | 119.          |
| 182           | Jetse Bol (NED)      | 104.          |
| 183           | Óscar Cabedo (ESP)   | 116.          |
| 184           | Jorge Cubero (ESP)   | 136.          |
| 185           | Jesús Ezquerra (ESP) | 120.          |
| 186           | Nuno Bico (POR)      | 153.          |
| 187           | Diego Rubio (ESP)    | 146.          |
| 188           | Ricardo Vilela (POR) | 105.          |

| Caja Rural-Seguros RGA CJR | Caja Rural-Seguros RGA CJR | Caja Rural-Seguros RGA CJR |
| -------------------------- | -------------------------- | -------------------------- |
| Nr.                        | Rytter                     | Placering                  |
| 191                        | Sergej Tjernetskij (RUS)   | 111.                       |
| 192                        | Jon Aberasturi (ESP)       | 140.                       |
| 193                        | Alex Aranburu (ESP)        | 94.                        |
| 194                        | Domingos Gonçalves (POR)   | DNS-14                     |
| 195                        | Jonathan Lastra (ESP)      | 101.                       |
| 196                        | Sergio Pardilla (ESP)      | 88.                        |
| 197                        | Cristián Rodríguez (ESP)   | 50.                        |
| 198                        | Gonzalo Serrano (ESP)      | 135.                       |

| Cofidis, Solutions Crédits COF | Cofidis, Solutions Crédits COF | Cofidis, Solutions Crédits COF |
| ------------------------------ | ------------------------------ | ------------------------------ |
| Nr.                            | Rytter                         | Placering                      |
| 201                            | Jesús Herrada (ESP)            | DNS-17                         |
| 202                            | Darwin Atapuma (COL)           | 61.                            |
| 203                            | Nicolas Edet (FRA)             | 18.                            |
| 204                            | Jesper Hansen (DEN)            | DNF-15                         |
| 205                            | José Herrada (ESP)             | 75.                            |
| 206                            | Luis Ángel Maté (ESP)          | 102.                           |
| 207                            | Stéphane Rossetto (FRA)        | 127.                           |
| 208                            | Damien Touzé (FRA)             | 108.                           |

| Euskadi Basque Country-Murias EUS | Euskadi Basque Country-Murias EUS | Euskadi Basque Country-Murias EUS |
| --------------------------------- | --------------------------------- | --------------------------------- |
| Nr.                               | Rytter                            | Placering                         |
| 211                               | Óscar Rodríguez (ESP)             | 22.                               |
| 212                               | Aritz Bagües (ESP)                | 117.                              |
| 213                               | Fernando Barceló (ESP)            | 95.                               |
| 214                               | Cyril Barthe (FRA)                | 86.                               |
| 215                               | Mikel Bizkarra (ESP)              | 48.                               |
| 216                               | Mikel Iturria (ESP)               | 87.                               |
| 217                               | Sergio Samitier (ESP)             | 82.                               |
| 218                               | Héctor Sáez (ESP)                 | 112.                              |

| Movistar Team MOV | Movistar Team MOV        | Movistar Team MOV |
| ----------------- | ------------------------ | ----------------- |
| Nr.               | Rytter                   | Placering         |
| 1                 | Alejandro Valverde (ESP) | 2.                |
| 2                 | Jorge Arcas (ESP)        | 93.               |
| 3                 | José Joaquín Rojas (ESP) | 30.               |
| 4                 | Imanol Erviti (ESP)      | 64.               |
| 5                 | Nelson Oliveira (POR)    | 46.               |
| 6                 | Antonio Pedrero (ESP)    | 43.               |
| 7                 | Nairo Quintana (COL)     | 4.                |
| 8                 | Marc Soler (ESP)         | 9.                |

| AG2R La Mondiale ALM | AG2R La Mondiale ALM    | AG2R La Mondiale ALM |
| -------------------- | ----------------------- | -------------------- |
| Nr.                  | Rytter                  | Placering            |
| 11                   | Pierre Latour (FRA)     | 35.                  |
| 12                   | François Bidard (FRA)   | 24.                  |
| 13                   | Geoffrey Bouchard (FRA) | 47.                  |
| 14                   | Clément Chevrier (FRA)  | 59.                  |
| 15                   | Silvan Dillier (SUI)    | 72.                  |
| 16                   | Dorian Godon (FRA)      | 77.                  |
| 17                   | Quentin Jauregui (FRA)  | 81.                  |
| 18                   | Clément Venturini (FRA) | 90.                  |

| Astana AST | Astana AST               | Astana AST |
| ---------- | ------------------------ | ---------- |
| Nr.        | Rytter                   | Placering  |
| 21         | Miguel Ángel López (COL) | 5.         |
| 22         | Manuele Boaro (ITA)      | 128.       |
| 23         | Dario Cataldo (ITA)      | 68.        |
| 24         | Omar Fraile (ESP)        | 79.        |
| 25         | Jakob Fuglsang (DEN)     | 13.        |
| 26         | Gorka Izagirre (ESP)     | 53.        |
| 27         | Jon Izagirre (ESP)       | 16.        |
| 28         | Luis León Sánchez (ESP)  | 23.        |

| Bahrain-Merida TBM | Bahrain-Merida TBM        | Bahrain-Merida TBM |
| ------------------ | ------------------------- | ------------------ |
| Nr.                | Rytter                    | Placering          |
| 31                 | Mark Padun (UKR)          | 84.                |
| 32                 | Yukiya Arashiro (JPN)     | 110.               |
| 33                 | Phil Bauhaus (GER)        | DNF-9              |
| 34                 | Heinrich Haussler (AUS)   | 132.               |
| 35                 | Domen Novak (SLO)         | 123.               |
| 36                 | Hermann Pernsteiner (AUT) | 15.                |
| 37                 | Luka Pibernik (SLO)       | 109.               |
| 38                 | Dylan Teuns (BEL)         | 12.                |

| Bora-Hansgrohe BOH | Bora-Hansgrohe BOH        | Bora-Hansgrohe BOH |
| ------------------ | ------------------------- | ------------------ |
| Nr.                | Rytter                    | Placering          |
| 41                 | Rafał Majka (POL)         | 6.                 |
| 42                 | Shane Archbold (NZL)      | 151.               |
| 43                 | Sam Bennett (IRL)         | 134.               |
| 44                 | Jempy Drucker (LUX)       | DNS-20             |
| 45                 | Davide Formolo (ITA)      | DNS-7              |
| 46                 | Felix Großschartner (AUT) | 36.                |
| 47                 | Gregor Mühlberger (AUT)   | DNF-5              |
| 48                 | Paweł Poljański (POL)     | 57.                |

| CCC Team CCC | CCC Team CCC               | CCC Team CCC |
| ------------ | -------------------------- | ------------ |
| Nr.          | Rytter                     | Placering    |
| 51           | Víctor de la Parte (ESP)   | DNF-6        |
| 52           | Will Barta (USA)           | 131.         |
| 53           | Paweł Bernas (POL)         | 149.         |
| 54           | Patrick Bevin (NZL)        | DNS-15       |
| 55           | Jonas Koch (GER)           | 60.          |
| 56           | Szymon Sajnok (POL)        | 142.         |
| 57           | Nathan Van Hooydonck (BEL) | 114.         |
| 58           | Francisco Ventoso (ESP)    | 97.          |

| Deceuninck-Quick Step DQT | Deceuninck-Quick Step DQT | Deceuninck-Quick Step DQT |
| ------------------------- | ------------------------- | ------------------------- |
| Nr.                       | Rytter                    | Placering                 |
| 61                        | Philippe Gilbert (BEL)    | 32.                       |
| 62                        | Eros Capecchi (ITA)       | 121.                      |
| 63                        | Rémi Cavagna (FRA)        | 52.                       |
| 64                        | Tim Declercq (BEL)        | 78.                       |
| 65                        | Fabio Jakobsen (NED)      | 145.                      |
| 66                        | James Knox (GBR)          | 11.                       |
| 67                        | Maximiliano Richeze (ARG) | 148.                      |
| 68                        | Zdeněk Štybar (CZE)       | 55.                       |

| EF Education First EF1 | EF Education First EF1   | EF Education First EF1 |
| ---------------------- | ------------------------ | ---------------------- |
| Nr.                    | Rytter                   | Placering              |
| 71                     | Rigoberto Urán (COL)     | DNF-6                  |
| 72                     | Hugh Carthy (GBR)        | DNF-6                  |
| 73                     | Lawson Craddock (USA)    | 58.                    |
| 74                     | Mitchell Docker (AUS)    | 122.                   |
| 75                     | Sergio Higuita (COL)     | 14.                    |
| 76                     | Daniel Martínez (COL)    | 41.                    |
| 77                     | Logan Owen (USA)         | 126.                   |
| 78                     | Tejay van Garderen (USA) | DNF-7                  |

| Groupama-FDJ GFC | Groupama-FDJ GFC        | Groupama-FDJ GFC |
| ---------------- | ----------------------- | ---------------- |
| Nr.              | Rytter                  | Placering        |
| 81               | Marc Sarreau (FRA)      | 139.             |
| 82               | Bruno Armirail (FRA)    | 91.              |
| 83               | Mickaël Delage (FRA)    | DNF-3            |
| 84               | Kilian Frankiny (SUI)   | 21.              |
| 85               | Tobias Ludvigsson (SWE) | 44.              |
| 86               | Steve Morabito (SUI)    | 67.              |
| 87               | Romain Seigle (FRA)     | 80.              |
| 88               | Benjamin Thomas (FRA)   | DNS-12           |

| Lotto-Soudal LTS | Lotto-Soudal LTS         | Lotto-Soudal LTS |
| ---------------- | ------------------------ | ---------------- |
| Nr.              | Rytter                   | Placering        |
| 91               | Thomas De Gendt (BEL)    | 56.              |
| 92               | Sander Armée (BEL)       | 73.              |
| 93               | Carl Fredrik Hagen (NOR) | 8.               |
| 94               | Tomasz Marczyński (POL)  | 74.              |
| 95               | Tosh Van der Sande (BEL) | 65.              |
| 96               | Brian van Goethem (NED)  | DNF-15           |
| 97               | Harm Vanhoucke (BEL)     | 115.             |
| 98               | Jelle Wallays (BEL)      | 144.             |

| Mitchelton-Scott MTS | Mitchelton-Scott MTS | Mitchelton-Scott MTS |
| -------------------- | -------------------- | -------------------- |
| Nr.                  | Rytter               | Placering            |
| 101                  | Esteban Chaves (COL) | 19.                  |
| 102                  | Sam Bewley (NZL)     | 100.                 |
| 103                  | Tsgabu Grmay (ETH)   | 62.                  |
| 104                  | Damien Howson (AUS)  | 49.                  |
| 105                  | Luka Mezgec (SLO)    | DNF-14               |
| 106                  | Mikel Nieve (ESP)    | 10.                  |
| 107                  | Nick Schultz (AUS)   | 63.                  |
| 108                  | Dion Smith (NZL)     | 83.                  |

| Dimension Data TDD | Dimension Data TDD            | Dimension Data TDD |
| ------------------ | ----------------------------- | ------------------ |
| Nr.                | Rytter                        | Placering          |
| 111                | Louis Meintjes (RSA)          | 51.                |
| 112                | Nicholas Dlamini (RSA)        | 107.               |
| 113                | Amanuel Ghebreigzabhier (ERI) | DNF-18             |
| 114                | Edvald Boasson Hagen (NOR)    | 96.                |
| 115                | Ben King (USA)                | 38.                |
| 116                | Ben O'Connor (AUS)            | 25.                |
| 117                | Rasmus Tiller (NOR)           | 130.               |
| 118                | Jacobus Venter (RSA)          | 129.               |

| Team Ineos INS | Team Ineos INS           | Team Ineos INS |
| -------------- | ------------------------ | -------------- |
| Nr.            | Rytter                   | Placering      |
| 121            | Wout Poels (NED)         | 34.            |
| 122            | David de la Cruz (ESP)   | 66.            |
| 123            | Owain Doull (GBR)        | 70.            |
| 124            | Tao Geoghegan Hart (GBR) | 20.            |
| 125            | Sebastián Henao (COL)    | 39.            |
| 126            | Vasil Kiryjenka (BLR)    | DNF-18         |
| 127            | Salvatore Puccio (ITA)   | 89.            |
| 128            | Ian Stannard (GBR)       | 106.           |

| Team Jumbo-Visma TJV | Team Jumbo-Visma TJV    | Team Jumbo-Visma TJV |
| -------------------- | ----------------------- | -------------------- |
| Nr.                  | Rytter                  | Placering            |
| 131                  | Primož Roglič (SLO)     | 1.                   |
| 132                  | George Bennett (NZL)    | 33.                  |
| 133                  | Robert Gesink (NED)     | 27.                  |
| 134                  | Lennard Hofstede (NED)  | 152.                 |
| 135                  | Steven Kruijswijk (NED) | DNF-4                |
| 136                  | Sepp Kuss (USA)         | 29.                  |
| 137                  | Tony Martin (GER)       | DNF-19               |
| 138                  | Neilson Powless (USA)   | 31.                  |

| Katusha-Alpecin TKA | Katusha-Alpecin TKA        | Katusha-Alpecin TKA |
| ------------------- | -------------------------- | ------------------- |
| Nr.                 | Rytter                     | Placering           |
| 141                 | Daniel Navarro (ESP)       | 40.                 |
| 142                 | Enrico Battaglin (ITA)     | 113.                |
| 143                 | Steff Cras (BEL)           | 76.                 |
| 144                 | Matteo Fabbro (ITA)        | 54.                 |
| 145                 | Ruben Guerreiro (POR)      | 17.                 |
| 146                 | Pavel Kotjetkov (RUS)      | 98.                 |
| 147                 | Vjatjeslav Kuznetsov (RUS) | 138.                |
| 148                 | Willie Smit (RSA)          | 118.                |

| Team Sunweb SUN | Team Sunweb SUN       | Team Sunweb SUN |
| --------------- | --------------------- | --------------- |
| Nr.             | Rytter                | Placering       |
| 151             | Wilco Kelderman (NED) | 7.              |
| 152             | Nikias Arndt (GER)    | 69.             |
| 153             | Casper Pedersen (DEN) | 103.            |
| 154             | Robert Power (AUS)    | 92.             |
| 155             | Nicolas Roche (IRL)   | DNF-6           |
| 156             | Michael Storer (AUS)  | 99.             |
| 157             | Martijn Tusveld (NED) | 26.             |
| 158             | Max Walscheid (GER)   | 137.            |

| Trek-Segafredo TFS | Trek-Segafredo TFS       | Trek-Segafredo TFS |
| ------------------ | ------------------------ | ------------------ |
| Nr.                | Rytter                   | Placering          |
| 161                | Gianluca Brambilla (ITA) | 42.                |
| 162                | John Degenkolb (GER)     | 124.               |
| 163                | Niklas Eg (DEN)          | 37.                |
| 164                | Alex Kirsch (LUX)        | 125.               |
| 165                | Jacopo Mosca (ITA)       | 85.                |
| 166                | Kiel Reijnen (USA)       | 141.               |
| 167                | Peter Stetina (USA)      | 28.                |
| 168                | Edward Theuns (BEL)      | 133.               |

| UAE Team Emirates UAD | UAE Team Emirates UAD  | UAE Team Emirates UAD |
| --------------------- | ---------------------- | --------------------- |
| Nr.                   | Rytter                 | Placering             |
| 171                   | Fabio Aru (ITA)        | DNS-13                |
| 172                   | Valerio Conti (ITA)    | 71.                   |
| 173                   | Fernando Gaviria (COL) | 147.                  |
| 174                   | Sergio Henao (COL)     | 45.                   |
| 175                   | Marco Marcato (ITA)    | DNF-19                |
| 176                   | Sebastián Molano (COL) | 143.                  |
| 177                   | Tadej Pogačar (SLO)    | 3.                    |
| 178                   | Oliviero Troia (ITA)   | 150.                  |

| Burgos-BH BBH | Burgos-BH BBH        | Burgos-BH BBH |
| ------------- | -------------------- | ------------- |
| Nr.           | Rytter               | Placering     |
| 181           | Ángel Madrazo (ESP)  | 119.          |
| 182           | Jetse Bol (NED)      | 104.          |
| 183           | Óscar Cabedo (ESP)   | 116.          |
| 184           | Jorge Cubero (ESP)   | 136.          |
| 185           | Jesús Ezquerra (ESP) | 120.          |
| 186           | Nuno Bico (POR)      | 153.          |
| 187           | Diego Rubio (ESP)    | 146.          |
| 188           | Ricardo Vilela (POR) | 105.          |

| Caja Rural-Seguros RGA CJR | Caja Rural-Seguros RGA CJR | Caja Rural-Seguros RGA CJR |
| -------------------------- | -------------------------- | -------------------------- |
| Nr.                        | Rytter                     | Placering                  |
| 191                        | Sergej Tjernetskij (RUS)   | 111.                       |
| 192                        | Jon Aberasturi (ESP)       | 140.                       |
| 193                        | Alex Aranburu (ESP)        | 94.                        |
| 194                        | Domingos Gonçalves (POR)   | DNS-14                     |
| 195                        | Jonathan Lastra (ESP)      | 101.                       |
| 196                        | Sergio Pardilla (ESP)      | 88.                        |
| 197                        | Cristián Rodríguez (ESP)   | 50.                        |
| 198                        | Gonzalo Serrano (ESP)      | 135.                       |

| Cofidis, Solutions Crédits COF | Cofidis, Solutions Crédits COF | Cofidis, Solutions Crédits COF |
| ------------------------------ | ------------------------------ | ------------------------------ |
| Nr.                            | Rytter                         | Placering                      |
| 201                            | Jesús Herrada (ESP)            | DNS-17                         |
| 202                            | Darwin Atapuma (COL)           | 61.                            |
| 203                            | Nicolas Edet (FRA)             | 18.                            |
| 204                            | Jesper Hansen (DEN)            | DNF-15                         |
| 205                            | José Herrada (ESP)             | 75.                            |
| 206                            | Luis Ángel Maté (ESP)          | 102.                           |
| 207                            | Stéphane Rossetto (FRA)        | 127.                           |
| 208                            | Damien Touzé (FRA)             | 108.                           |

| Euskadi Basque Country-Murias EUS | Euskadi Basque Country-Murias EUS | Euskadi Basque Country-Murias EUS |
| --------------------------------- | --------------------------------- | --------------------------------- |
| Nr.                               | Rytter                            | Placering                         |
| 211                               | Óscar Rodríguez (ESP)             | 22.                               |
| 212                               | Aritz Bagües (ESP)                | 117.                              |
| 213                               | Fernando Barceló (ESP)            | 95.                               |
| 214                               | Cyril Barthe (FRA)                | 86.                               |
| 215                               | Mikel Bizkarra (ESP)              | 48.                               |
| 216                               | Mikel Iturria (ESP)               | 87.                               |
| 217                               | Sergio Samitier (ESP)             | 82.                               |
| 218                               | Héctor Sáez (ESP)                 | 112.                              |